# Crêt de Chalam
Le crêt de Chalam est un sommet du massif du Jura culminant à 1 540 m d'altitude. Il est situé dans le département de l'Ain, en France.

## Géographie

### Situation
Le crêt de Chalam est situé à la limite des communes de Chézery-Forens (à l'est) et de Champfromier (à l'ouest). Il domine de plus de 900 m la vallée de la Valserine située à 2 km à l'est du sommet et de plus de 500 m la vallée de la Semine située à 2 km à l'ouest. L'anticlinal des monts Jura se trouve à 4 km à l'est du crêt, tandis que le sommet du crêt au Merle, culminant à 1 448 m d'altitude, est situé à 2 km au nord-nord-est. Le crêt de Chalam est bordé par trois combes qui partent de son sommet et découpent ses flancs : la combe du Gorgeal située au nord-nord-est, la combe des Ramas située au sud-sud-ouest et la combe du Nant Sec située au sud. Le col de l'Encoche est situé à 300 m au nord du crêt. Le village de Chézery-Forens est situé au fond de la vallée de la Valserine 950 m plus bas, à 3 km au sud-sud-est du sommet.

### Panorama
La vue du crêt de Chalam s'étend à l'est sur l'intégralité de la vallée de la Valserine, l'anticlinal des monts Jura, et notamment le sommet du Reculet, puis au-delà, la chaîne des Alpes et particulièrement le massif du Mont-Blanc. Au sud, on peut voir le grand Crêt d'Eau ainsi que les sommets du Bugey. Au nord et à l'ouest, on aperçoit l'intégralité de la coupe est-ouest de la chaîne jurassienne, ainsi que la plaine de la Bresse.

### Altitude
Au XIXe siècle, l'altitude du crêt de Chalam était estimée à 1 548 m. L'altitude mesurée et reportée sur les cartes modernes est de 1 540 m.

### Géologie
Le sommet du crêt de Chalam est situé à la bordure orientale de la combe axiale d'un anticlinal d'axe NE-SO, constituée de calcaires gréco-micasés de l'Aalénien (début du Jurassique moyen) et par endroits de schistes dits « cartons » datant de la limite entre l'Aalénien et le Toarcien (Jurassique inférieur), associés à des marnes et des marno-calcaires ressemblants à des couches similaires de la même époque présentes dans la région de Salins-les-Bains, dont l'épaisseur dépasse 1,2 m. Cette couche géologique est la plus ancienne du Haut-Jura et est très rare dans cette région. Les couches du Jurassique moyen qui constituent les bordures de la combe axiale de l'anticlinal et le sommet du crêt ont un pendage verticale ou très fort en direction de l'est. Ces couches sont constituées de calcaires échinodermiques datant du Bajocien, qui composent le sommet, et de calcaires terreux du Bathonien, situés sur les flancs supérieurs du crêt.
Il appartient au troisième des quatre ordres des chaînes jurassiennes établies par le géologue Jules Thurmann. Cet ordre se caractérise par des combes à terrains liasiques et des crêts coralliens dont les voûtes oolithiques ont été rompues. Cet ordre n'a que deux représentants dans le Haut-Jura : le mont Chabot et le crêt de Chalam qui sont considérés par M. A. Etallon comme des points isolés où la force soulevante a été plus importante en raison de caractéristiques locales, ce qui a permis de présenter à l'affleurement de terrains plus anciens que ceux des montagnes environnantes. Dans le massif du Jura, la présence du Lias est habituelle au fond des vallées, à des altitudes oscillant entre 200 et 300 m, ce qui laisserait penser que ces terrains ont été surélevés de plus 1 200 m par le soulèvement tectonique.

## Histoire
Le crêt de Chalam est le témoin de la guerre de Trente Ans (1618-1648). Il est concerné par une guerre réelle, par des « picorées » d'une frontière à l'autre, ces affrontements sanglants que se livrèrent les bandes rivales se disant au service des Cuanais (Franc-Comtois, alors sous domination de l'Espagne) ou des Gris (Bugistes français depuis 1601), avec pour frontière la limite sud actuelle du département du Jura. Aux Bouchoux (ainsi qu'à Viry, La Pesse, Les Moussières, etc.), on était donc Cuanais, à la botte de la maison d'Autriche (comprenant l'Allemagne et l'Espagne), tandis qu'à Champfromier, le pays de Gex (de même qu'à Montanges, Giron, Echallon, Belledoux, etc.) on était Gris, au service de la France, de Louis XIII et de Richelieu, ce dernier étant généralement présenté comme étant le responsable politique des affrontements. Au pied du crêt de Chalam, Chézery était resté savoyard et Forens était français.
La vue du crêt de Chalam était déjà réputée au XIXe siècle et attirait déjà de nombreux visiteurs à la belle saison qui faisaient l'ascension du sommet en passant par les Hautes-Molunes.

## Activités

### Ascension
L'accès au sommet du crêt de Chalam est possible par trois chemins différents. Le chemin du sud part du hameau de Forens, dans la vallée de la Valserine, et remonte vers le nord par la vallée du ruisseau de Forens pour ensuite gravir les flancs sud du crêt en suivant la ligne de crête séparant la combe des Ramas de la combe du Nanc Sec qui mène directement au sommet. Le chemin du nord part de la borne au Lion et suit la combe axiale de l'anticlinal avant de passer par le col de l'Encoche pour mener au sommet.

### Protection environnementale
Le crêt de Chalam est situé au cœur du parc naturel régional du Haut-Jura. Il est inclus dans le territoire de la zone Natura 2000 Crêts du Haut-Jura (FR8212025) au niveau de ses versants sud, ouest et nord-est.
Il est également situé dans la zone naturelle d'intérêt écologique, faunistique et floristique (ZNIEFF) de type I Crêts du Jura, massif de Champfromier (n°01060001), dont il est le point culminant, ainsi que la ZIEFF de type II Ensemble formé par la haute chaîne du Jura, le défilé de Fort-l'Écluse, l'Étournel et le Vuache (n°0106).